# Pierre Bürcher
Pierre Bürcher (Fiesch, 20 dicembre 1945) è un vescovo cattolico svizzero, dal 18 settembre 2015 vescovo emerito di Reykjavík.

## Biografia
Monsignor Pierre Bürcher è nato a Fiesch il 20 dicembre 1945. Ha vissuto nel Canton Vallese fino all'età di sette anni, poi la famiglia si è trasferita nel Canton Vaud.

### Formazione e ministero sacerdotale
Ha compiuto gli studi primari a Nyon e quelli secondari a Ginevra ed Einsiedeln. Ha svolto gli studi teologici nel seminario maggiore della diocesi di Losanna, Ginevra e Friburgo, terminandoli con la licenza in teologia conseguita all'Università di Friburgo conseguita nel 1971.
Il 27 marzo 1971 è stato ordinato presbitero per la diocesi di Losanna, Ginevra e Friburgo. In seguito è stato vicario parrocchiale della parrocchia St-Nicolas a Friburgo dal 1971 al 1977, vicario parrocchiale delle parrocchie di St-André et St-Amédée a Losanna dal 1977 al 1979, parroco della parrocchia del Sacro Cuore a Losanna dal 1979 al 1980 e parroco di Vevey dal 1980 al 1989. Nel 1984 è stato nominato decano. Dal 1989 al 1990 ha completato la sua formazione presso l'Institut de formation des éducateurs du clergé (IFEC) di Parigi, in preparazione all'ufficio di Rettore del seminario maggiore della diocesi di Losanna, Ginevra e Friburgo, compito che poi ha ricoperto dal 1990 al 1994.

### Ministero episcopale
Il 29 gennaio 1994 papa Giovanni Paolo II lo ha nominato vescovo ausiliare di Losanna, Ginevra e Friburgo e titolare di Massimiana di Bizacena. Ha ricevuto l'ordinazione episcopale il 12 marzo successivo dal vescovo di Losanna, Ginevra e Friburgo Pierre Mamie, coconsacranti il vescovo di Sion Henri Schwery e il già vescovo ausiliare di Losanna, Ginevra e Friburgo Gabriel Bullet.
È stato poi nominato vicario episcopale per il Canton Vaud. Tuttavia ha avuto delle tensioni con monsignor Bernard Genoud, vescovo dal 1999, che lo ha privato del suo incarico. La natura del disaccordo deriva dal fatto che nel Canton Vaud l'amministrazione della Chiesa è governata dalla Federazione della Chiesa cattolica di Vaud (FEDEC-VD). Quest'ultima riceve le risorse finanziarie pagate dallo Stato e tratta l'intero aspetto delle risorse umane. Impegna contrattualmente tutti i dipendenti ecclesiastici, inclusi i sacerdoti. Il vescovo, d'altra parte, ha solo autorità pastorale. Prende decisioni sulla linea e sull'orientamento pastorale che le parrocchie della diocesi devono seguire. Per monsignor Bürcher, era questo il suo ruolo per il vicariato vodese. Egli tuttavia avrebbe più volte voluto assumere agenti pastorali per supportarlo nel suo compito. Tuttavia, la FEDEC-VD gli ha rifiutato queste assunzioni per ragioni di bilancio. Infastidito e sentendosi limitato nella possibilità di svolgere i suoi compiti, monsignor Bürcher ha espresso la sua insoddisfazione nell'assegnazione dei suoi poteri. L'accumulo di fastidi ha reso la situazione deleteria all'interno della Chiesa cattolica vodese diventando nel lungo periodo insostenibile. È rimasto comunque vescovo ausiliare.
Ha ricoperto anche l'ufficio di presidente della Catholica Unio. In seno alla Conferenza episcopale svizzera è stato responsabile della sezione "dialogo inter-religioso" ed era presidente del gruppo di lavoro "Islam".
Il 30 ottobre 2007 papa Benedetto XVI lo ha nominato vescovo di Reykjavík, sede immediatamente soggetta alla Santa Sede. Ha preso possesso della diocesi il 15 dicembre successivo.
Nel marzo del 2010 e nel giugno del 2018 ha compiuto la visita ad limina.
Ha partecipato all'assemblea speciale per il Medio Oriente del Sinodo dei vescovi che ebbe luogo nella Città del Vaticano dal 10 al 24 ottobre 2010 sul tema "La Chiesa Cattolica nel Medio Oriente: Comunione e testimonianza. "La moltitudine di coloro che erano diventati credenti aveva un cuore solo e un'anima sola" (At 4, 32)".
Il 9 gennaio 2015 ha presentato la sua rinuncia al governo pastorale della diocesi. Aveva iniziato a soffrire di problemi respiratori dovuti alla polvere delle eruzioni vulcaniche islandesi. Il 18 settembre 2015 papa Francesco ha accettato la sua richiesta e ha chiamato a succedergli il cappuccino Dávid Bartimej Tencer.
Il 20 maggio 2019 papa Francesco lo ho nominato amministratore apostolico sede vacante et ad nutum Sanctae Sedis di Coira, dopo le dimissioni di Vitus Huonder per motivi di età. Il 15 febbraio 2021 ha annunciato il nome del nuovo vescovo, Joseph Marie Bonnemain, rimanendo come amministratore apostolico fino alla presa di possesso canonica da parte di quest'ultimo.
È conosciuto per il suo impegno ecumenico e per il dialogo tra il cattolicesimo e l'Islam, che svolge anche in Terra santa. È membro della Congregazione per le Chiese orientali.

## Genealogia episcopale e successione apostolica
La genealogia episcopale è:
- Cardinale Scipione Rebiba
- Cardinale Giulio Antonio Santori
- Cardinale Girolamo Bernerio, O.P.
- Arcivescovo Galeazzo Sanvitale
- Cardinale Ludovico Ludovisi
- Cardinale Luigi Caetani
- Cardinale Ulderico Carpegna
- Cardinale Paluzzo Paluzzi Altieri degli Albertoni
- Papa Benedetto XIII
- Papa Benedetto XIV
- Papa Clemente XIII
- Cardinale Marcantonio Colonna
- Cardinale Giacinto Sigismondo Gerdil, B.
- Cardinale Giulio Maria della Somaglia
- Cardinale Carlo Odescalchi, S.I.
- Cardinale Costantino Patrizi Naro
- Cardinale Serafino Vannutelli
- Cardinale Domenico Serafini, O.S.B.
- Cardinale Pietro Fumasoni Biondi
- Arcivescovo Filippo Bernardini
- Vescovo François Charrière
- Cardinale Charles Journet
- Vescovo Pierre Mamie
- Vescovo Pierre Bürcher

La successione apostolica è:
- Vescovo Dávid Bartimej Tencer, O.F.M.Cap. (2015)